# اس‌تی‌پی

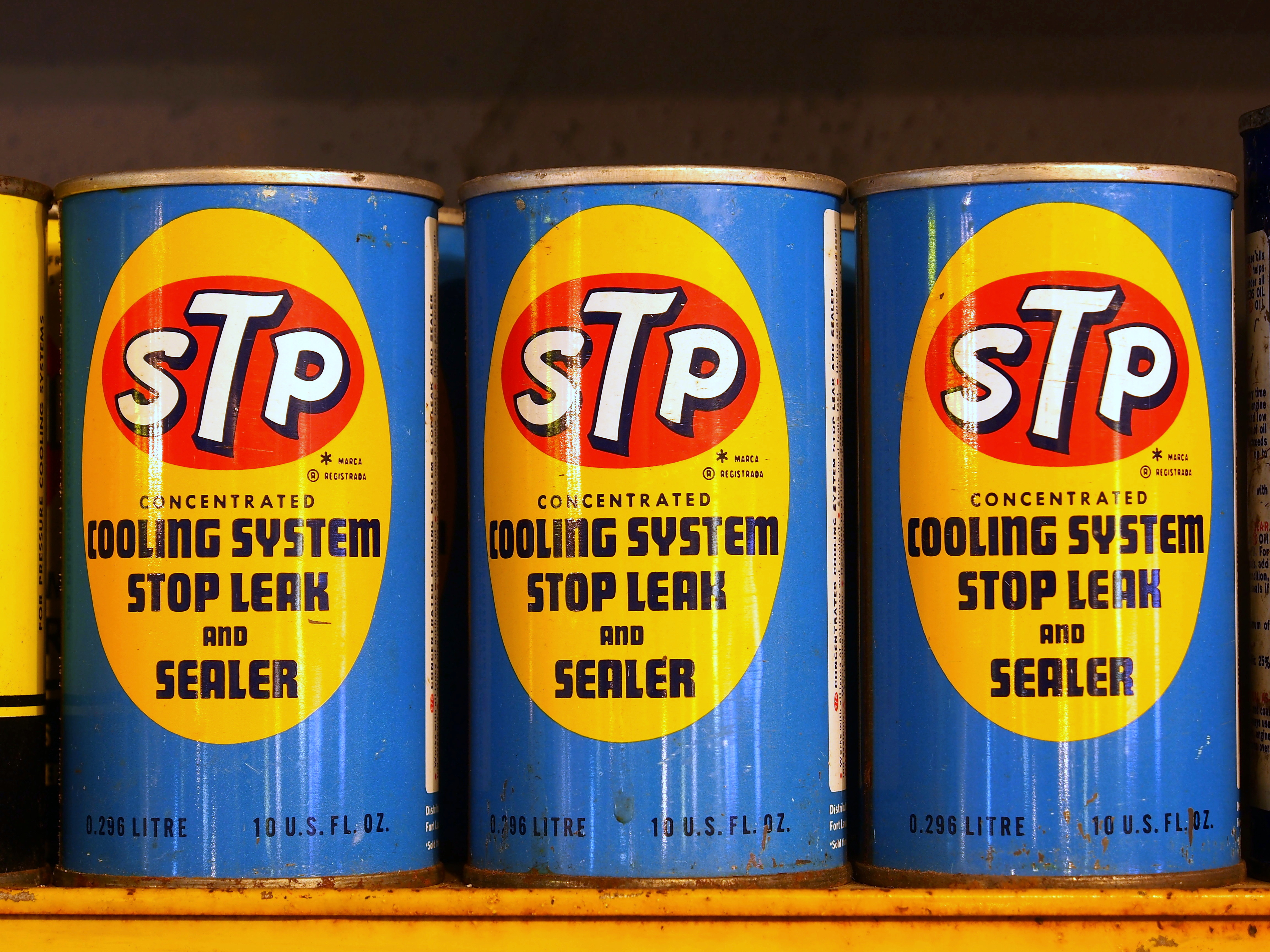
محصولی قدیمی از شرکت اس‌تی‌پی در موزه

اس‌تی‌پی (انگلیسی: STP) شرکت روغن موتور آمریکایی است، که در سال ۱۹۵۴ تأسیس شد.